# Palais polyvalent des sports de Yaoundé
Pour les articles homonymes, voir Palais des sports.

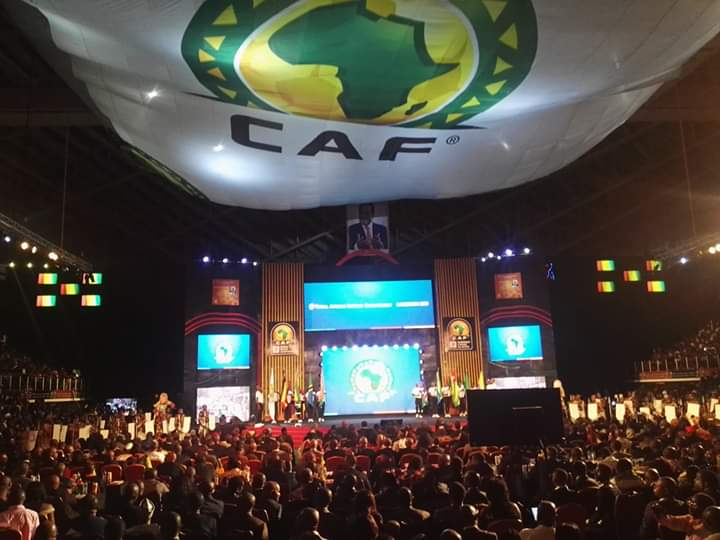
Paposy Yaoundé

Le palais polyvalent des sports de Yaoundé (pouvant être abrégé en Palais des Sports) est une salle couverte d’une capacité de 5 200 places située au cœur de Yaoundé au Cameroun. Ce complexe à vocation sportive et culturelle répond aux exigences internationales en matière d’infrastructures sportives.

## Infrastructures
Le palais polyvalent des sports de Yaoundé est un bâtiment public d’environ 12 000 m2 qui compte 5 200 places assises.

### Le Palais des Sports

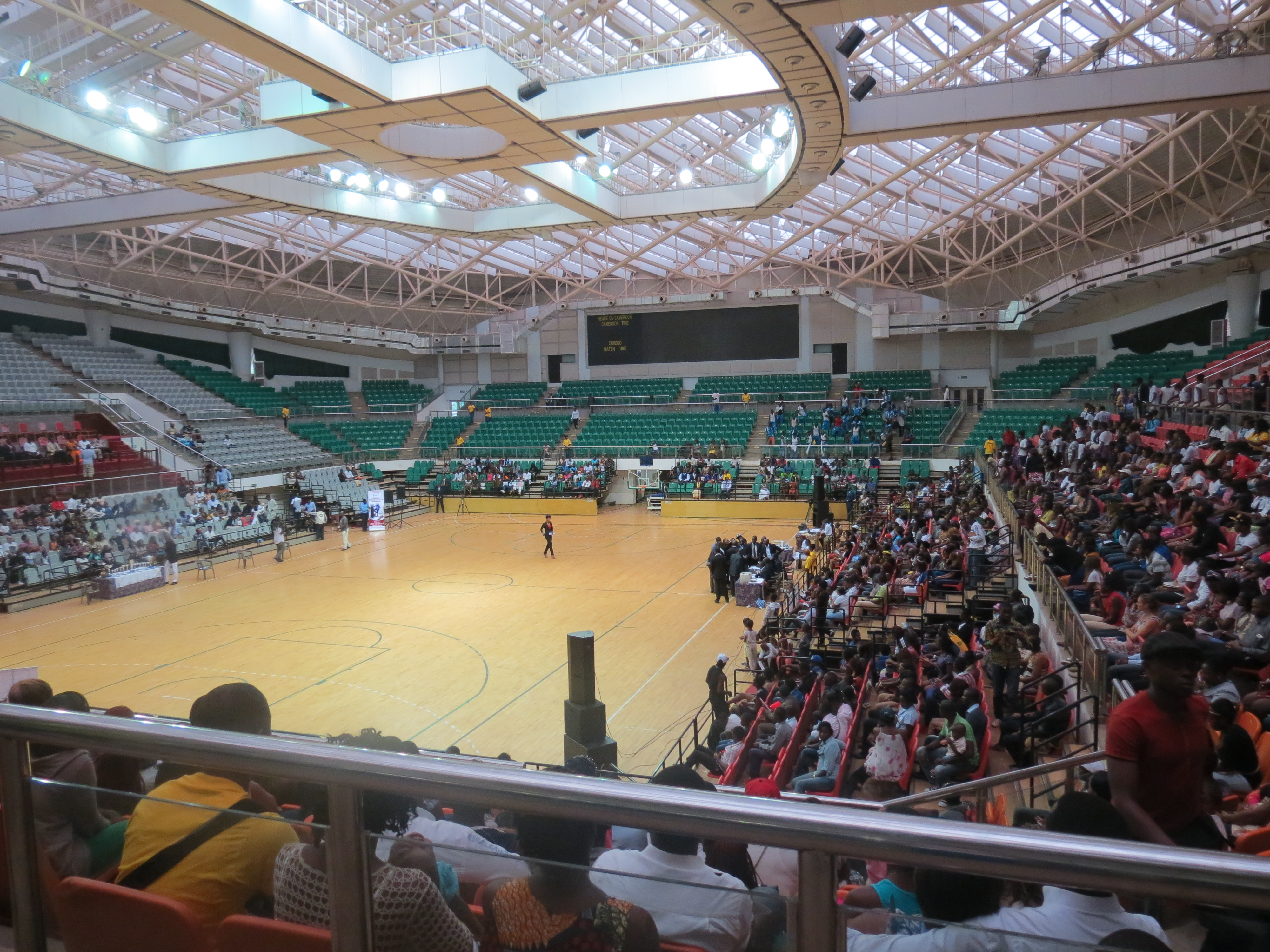
Vue intérieure.

Le Palais des Sports permet de recevoir des manifestations sportives en salle où se tiennent les compétitions nationales et internationales de sports collectifs (basket-ball, hand-ball, volley-ball…) où tout autres sports d’intérieurs (boxe, judo, haltérophilie..). 
Il peut aussi accueillir des manifestations culturelles. 
Il est doté d'une infrastructure qui offre des conditions techniques visuelles et acoustiques idéales. 
Il est construit sur trois étages :
- le rez-de-chaussée, avec des salles de jeu et des vestiaires,
- le parking d’entrée pour près de 250 véhicules,
- le dernier niveau est réservé aux différentes salles techniques à usage de conférences, expositions et représentations culturelles[1].

### L’esplanade
L’esplanade du palais offre un cadre idéal pour les manifestations culturelles en extérieur. D’une superficie modulable allant jusqu’à 5 000 m2, elle peut recevoir jusqu’à 10 000 personnes.

## Historique

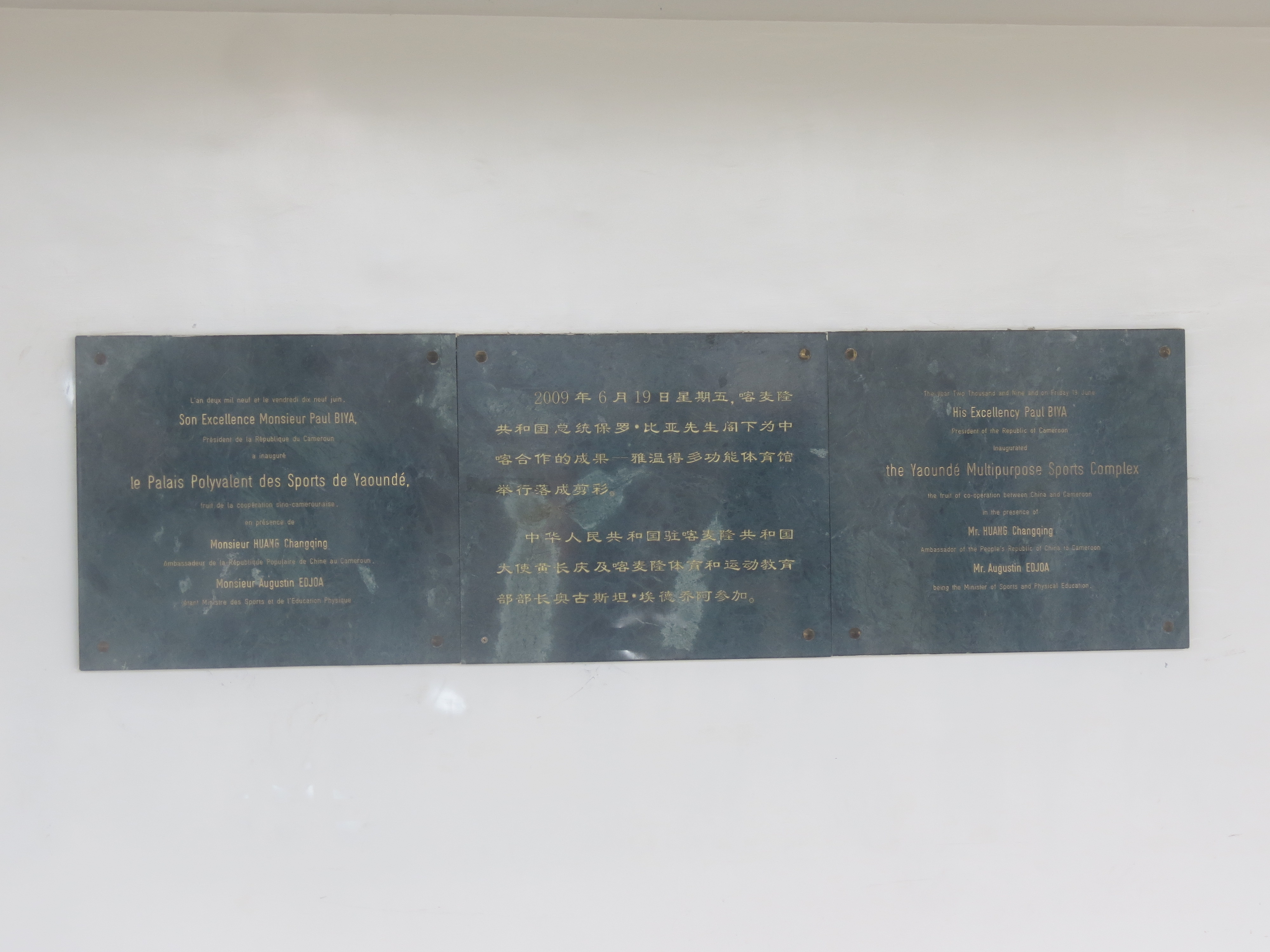
Une plaque commémorant l'inauguration du Palais des Sports.

Le 23 novembre 2001, un protocole d'accord entre les États camerounais et chinois a été signé pour la construction d'un palais des sports.
La première pierre a été posée le 6 aout 2004. Les clés ont été remises en décembre 2008.
Le palais polyvalent des sports de Yaoundé a été inauguré le 19 juin 2009 par Paul Biya, président de la république du Cameroun.
Le palais est placé sous la tutelle du ministère des Sports et de l'Éducation physique du Cameroun.

## Événements

### Sports
- Championnat d'Afrique féminin de basket-ball 2015
- Championnat d'Afrique des nations féminin de handball 2021
- Championnat d'Afrique féminin de basket-ball 2021
- Championnats d'Afrique de sambo 2022
- Championnat d'Afrique féminin de volley-ball 2023

### Concerts
Le Paposy (palais polyvalent des sports de Yaoundé) a accueilli le groupe antillais Kassav le 22 décembre 2016. Il accueille régulièrement les concerts des artistes de grande renommée en spectacle au Cameroun, tels Dadju, Zaho, Petit-Pays (premier artiste à faire le plein de cette salle), MHD, Tenor, Maahlox, Dj Arafat[réf. nécessaire]. En 2023 le palais de sport a accueilli le spectacle de l’humoriste, scénariste , réalisateur Athanase Mvondo pour ces trente ans de carrières